# Shafferiessa
Shafferiessa is een geslacht van vlinders van de familie snuitmotten (Pyralidae), uit de onderfamilie Phycitinae.

## Soorten
- S. galapagoensis Landry & Neunzig, 1997
- S. pumila Landry & Neunzig, 1997